# Пюга (Сауе)
Пю́га (ест. Püha küla) — село в Естонії, у волості Сауе повіту Гар'юмаа.

## Населення
Чисельність населення на 31 грудня 2011 року становила 121 особу.